# Milap Chand Jain
Milap Chand Jain (* 21. Juli 1929 in Jodhpur; † 29. April 2015 in Jaipur, Rajasthan) war ein indischer Jurist.

## Leben
Jain begann seine Karriere als Anwalt. Er erhielt seine Zulassung am Rajasthan High Court 1953 und am Supreme Court 1957. Seine Schwerpunkte lagen im Zivil-, Straf- und Steuerrecht. Ab 1970 war er für acht Jahre District & Session Judge am Gericht in Jodhpur. 1978 wurde er Richter am Rajasthan High Court und vertrat 1989/1990 in einer Zeit der Vakanz den Posten des Chief Justice. Dadurch fungierte er vom 3. bis 13. Februar 1990 auch als Interimsgouverneur von Rajasthan.
Am 28. November 1990 wurde er zum Chief Justice des Delhi High Court ernannt. Nach seiner Pensionierung 1991 führte Jain die Kommission zur Untersuchung der Ermordung Rajiv Gandhis an. Später arbeitete er als Lokayukta (Antikorruptionsombudsmann) von Rajasthan.